# Eberhard Riese
Eberhard Riese (* 17. Juni 1951 in Leipzig; † 19. April 2025) war ein deutscher Zauberkünstler, Regisseur und langjähriger Präsident des Magischen Zirkels von Deutschland (MZvD). Er gilt als eine der einflussreichsten Figuren der deutschen Zauberkunst. Riese war insbesondere für seine Regiearbeiten bekannt, bei denen er die Inszenierungen vieler preisgekrönter Zauberkünstler betreute und maßgeblich zur künstlerischen Weiterentwicklung der Zauberkunst beitrug.
Sein besonderes Engagement galt der Nachwuchsförderung im Bereich der Zauberkunst. Als Dozent und Mentor beim Jugendworkshop des MZvD prägte er zahlreiche junge Zauberkünstler und förderte deren künstlerische und technische Weiterentwicklung. Auch im Rahmen seiner Tätigkeit im MZvD setzte sich Riese für die Professionalisierung und Internationalisierung der Zauberkunst in Deutschland ein.
Darüber hinaus veröffentlichte er das Buch ’‘Fundamente – Die Kunst Zauberei in Szene zu setzen’’, das als eines der wichtigsten Werke zur Zauberkunst gilt und Zauberern hilft, ihre Darbietungen künstlerisch und dramaturgisch weiterzuentwickeln. Riese wurde für seine Verdienste um die Zauberkunst vielfach geehrt, unter anderem mit dem Ehrenring des MZvD und der Ernennung zum Ehrenpräsidenten des MZvD.

## Leben
Riese studierte Mathematik, Deutsch und Geschichte und war bis zu seiner Pensionierung als Studiendirektor Lehrer für diese Fächer am Paracelsus-Gymnasium-Hohenheim in Stuttgart-Plieningen tätig.
Seit 1979 war er Erster Vorsitzender des Magischen Zirkels Stuttgart. Von 1987 bis 2011 fungierte er als Vizepräsident des Magischen Zirkels von Deutschland (MZvD). Er war seit 1990 Mitherausgeber der Fachzeitschrift MAGIE. Im August 2011 wurde er zum Präsidenten des MZvD gewählt, ein Amt, das er bis 2024 innehatte.
Riese hatte die künstlerische Leitung bei Inszenierungen des Magischen Zirkels Stuttgart im Theater der Altstadt, im Varieté auf dem Killesberg, im Theaterhaus Stuttgart, im Friedrichsbau-Varieté und beim „Festival der Illusionen“ in Sindelfingen. Darüber hinaus führte er Regie bei internationalen Zaubershows in Österreich, Luxemburg und der Schweiz.
Als Regisseur betreute er unter anderem die Stuttgarter Zauberkünstler Franklin, Topas, Julius Frack und Simon Pierro. 1997 verantwortete Riese den künstlerischen Bereich beim Weltkongress der Magier (FISM) in Dresden. Er war zudem Berater für zahlreiche Theaterinszenierungen und Fernsehshows sowie künstlerischer Leiter des Varieté-Nachwuchswettbewerbs „Showstart“ der LBBW und der Stuttgarter Nachrichten.
Ein zentrales Anliegen Rieses war die Förderung des Zaubernachwuchses. Über Jahrzehnte wirkte er als Dozent und Mentor beim Jugendworkshop des MZvD, wo er junge Talente in Technik, Dramaturgie und Bühnenpräsenz unterrichtete. Er war auch maßgeblich an der Entwicklung der „Stuttgarter Schule“ der Zauberkunst beteiligt, einem Ansatz, der Zauberkunst nicht nur technisch, sondern auch künstlerisch und dramaturgisch prägt.
Neben seiner pädagogischen und organisatorischen Arbeit veröffentlichte Riese 2004 das Fachbuch "Fundamente – Die Kunst, Zauberei in Szene zu setzen", das sich seither als Standardwerk für Bühnenzauberer etabliert hat.

## Auszeichnungen
Für seine Leistungen erhielt er u. a. 2004 den Titel Schriftsteller des Jahres des MZvD für seine Veröffentlichungen über Kalanag und den Ehrenring mit Brillanten des MZvD, der zuvor nur an Siegfried & Roy verliehen wurde. 1999 wurde er Ehrenmitglied des Magischen Zirkels von Deutschland.

## Veröffentlichungen
- Fundamente – Die Kunst Zauberei in Szene zu setzen. sic! Verlag, Werne, 2004